# Abaris (Caucase)
Pour les articles homonymes, voir Abaris.
Dans la mythologie grecque, Abaris (en grec ancien Αβάρις / Abáris) est l'un des compagnons de Phinée qui s'oppose à Persée lors de ses noces.  
Abaris est tué par le héros, comme la plupart de ses compagnons, pétrifié par le regard de la tête de Méduse. Mais selon Ovide, qui précise juste qu'Abaris « fut nourri sur le Caucase », il meurt dans l'escaramouche initiale, quand Persée n'a pas encore utilisé la tête de la Gorgone.